# Straßenbahn Cassel (Frankreich)

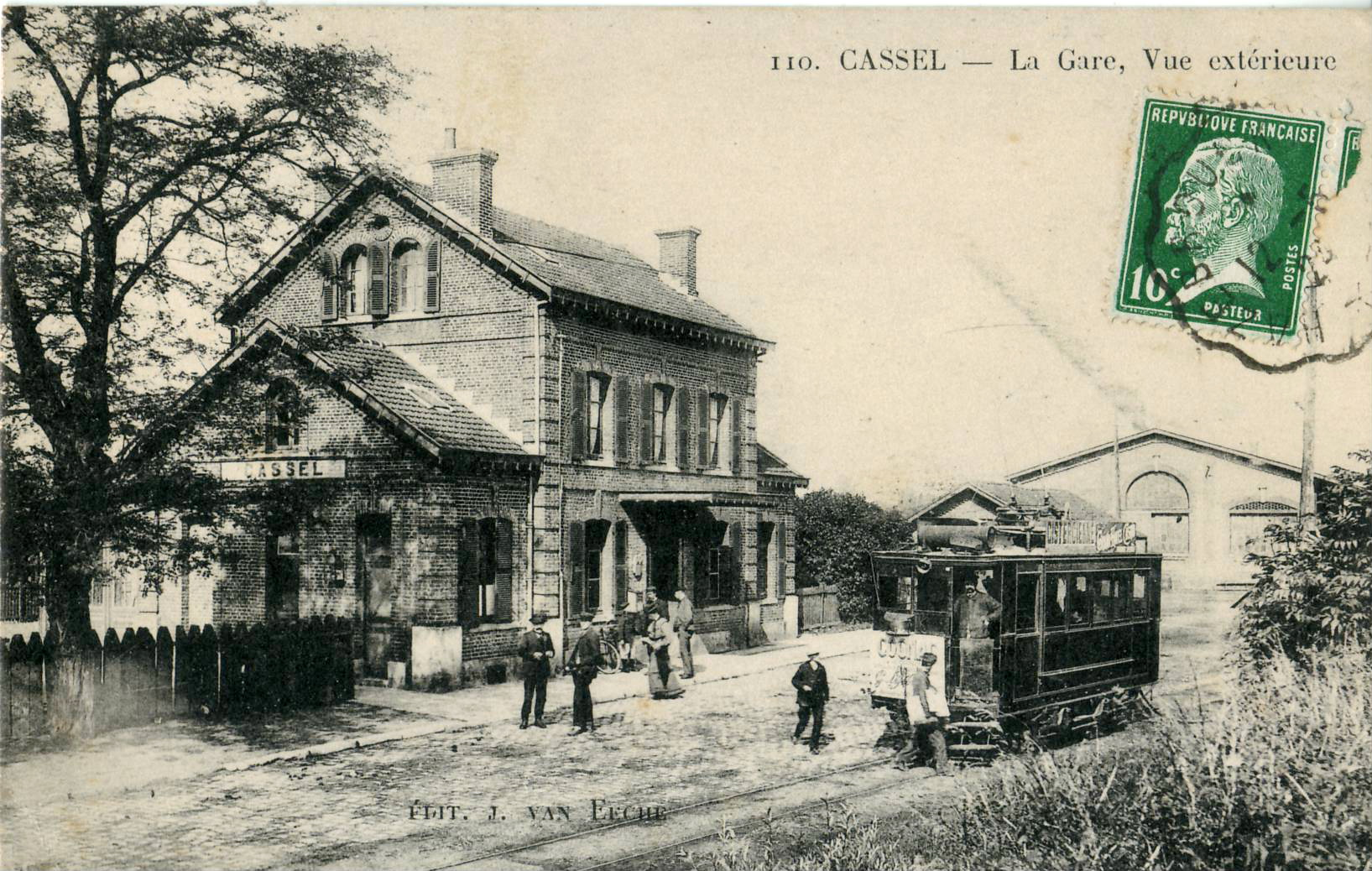
Triebwagen der Straßenbahn Cassel am Bahnhof

Die ehemalige Straßenbahn Cassel verband von 1900 bis 1934 die Ortschaft Cassel im französischen Département Nord mit ihrem Bahnhof.

## Geschichte

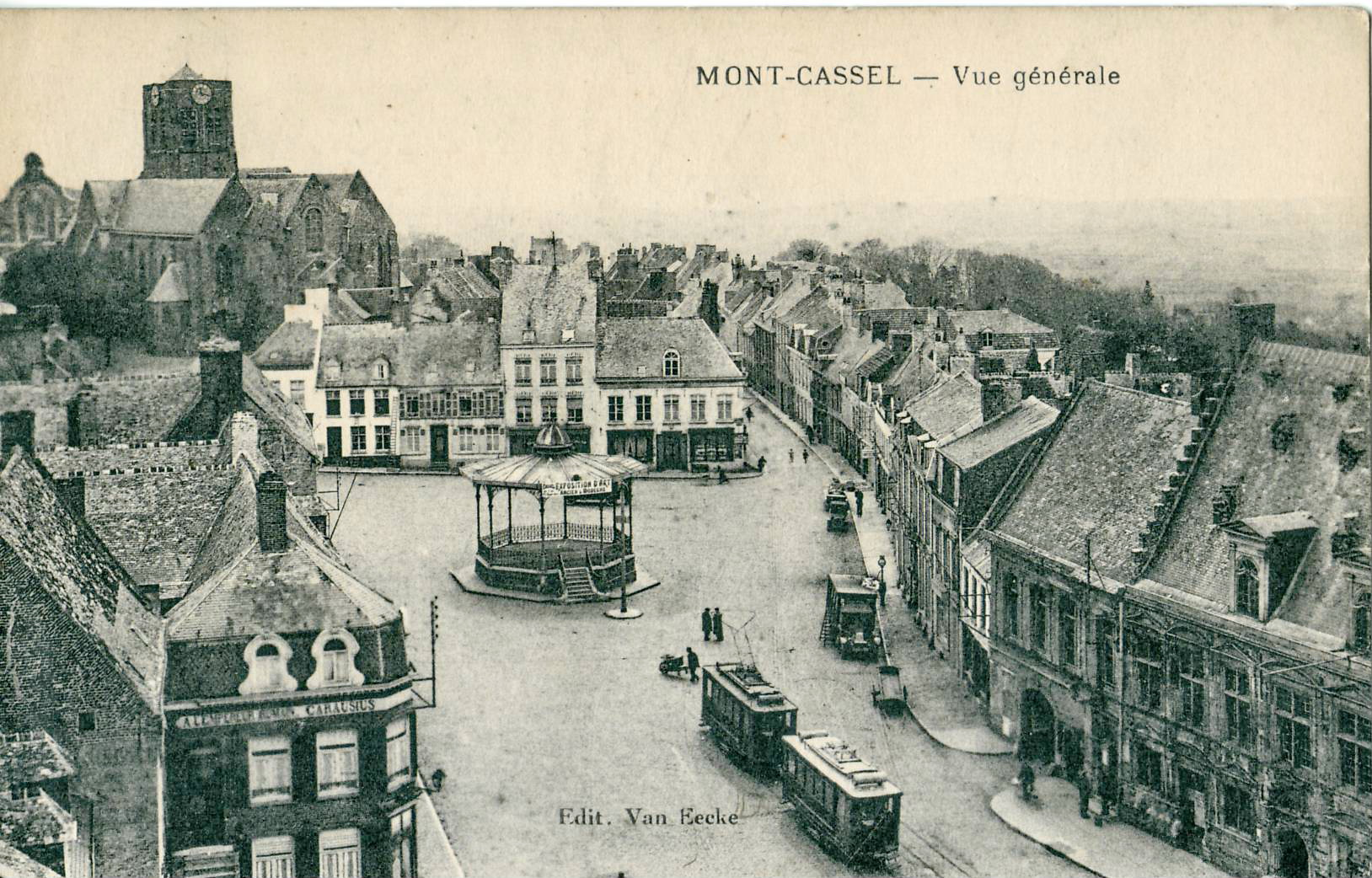
Endstation an der Grand Place

Der Bahnhof an der 1848 erbauten zweigleisigen Strecke Hazebrouck–Dünkirchen der Compagnie des chemins de fer du Nord (NORD) liegt von der Ortschaft Cassel, die auf einer 157 Meter hohen Anhöhe liegt, etwa 3,5 Kilometer entfernt. Obwohl dort am Beginn des zwanzigsten Jahrhunderts nur etwas mehr als 3000 Menschen wohnten, suchte man nach einer bequemeren Verbindung zur Bahnstation.
Die Société du Tramway de Cassel (STC) eröffnete am 20. Juli 1900 eine elektrische Bahn zwischen dem Bahnhof und dem Ort. Am Ortseingang befand sich das Depot; an der Endstation auf der Grand’Place verzweigte sich die eingleisige Strecke in zwei Parallelgleise.
Die meterspurige Strecke war 3,37 Kilometer lang und wies wegen des beträchtlichen Höhenunterschieds von 120 Metern eine maximale Steigung von 65 ‰ auf. Die Fahrt dauerte bergwärts 15 Minuten, talwärts zehn Minuten. Im Jahr 1914 wurden elf Fahrten in jeder Richtung angeboten.
Der Betrieb, für den vier Triebwagen und drei Beiwagen zur Verfügung standen, wurde am 30. November 1934 eingestellt und durch eine Busverbindung ersetzt.